# 卡拉芬净
卡拉芬净（开发代号：U-19718）是一种广谱抗生素，分子式C16H12O6，1960年代在鏈黴菌屬的 Streptomyces tanashiensis 中提取而来，从未上市使用。